# يوجين غو
يوجين غو (بالإنجليزية: Eugene Gu)‏ هو طبيب أمريكي، ولد في 5 مارس 1986 في سان فرانسيسكو في الولايات المتحدة.